# Dispositif de pointage
Pour les articles homonymes, voir Dispositif.

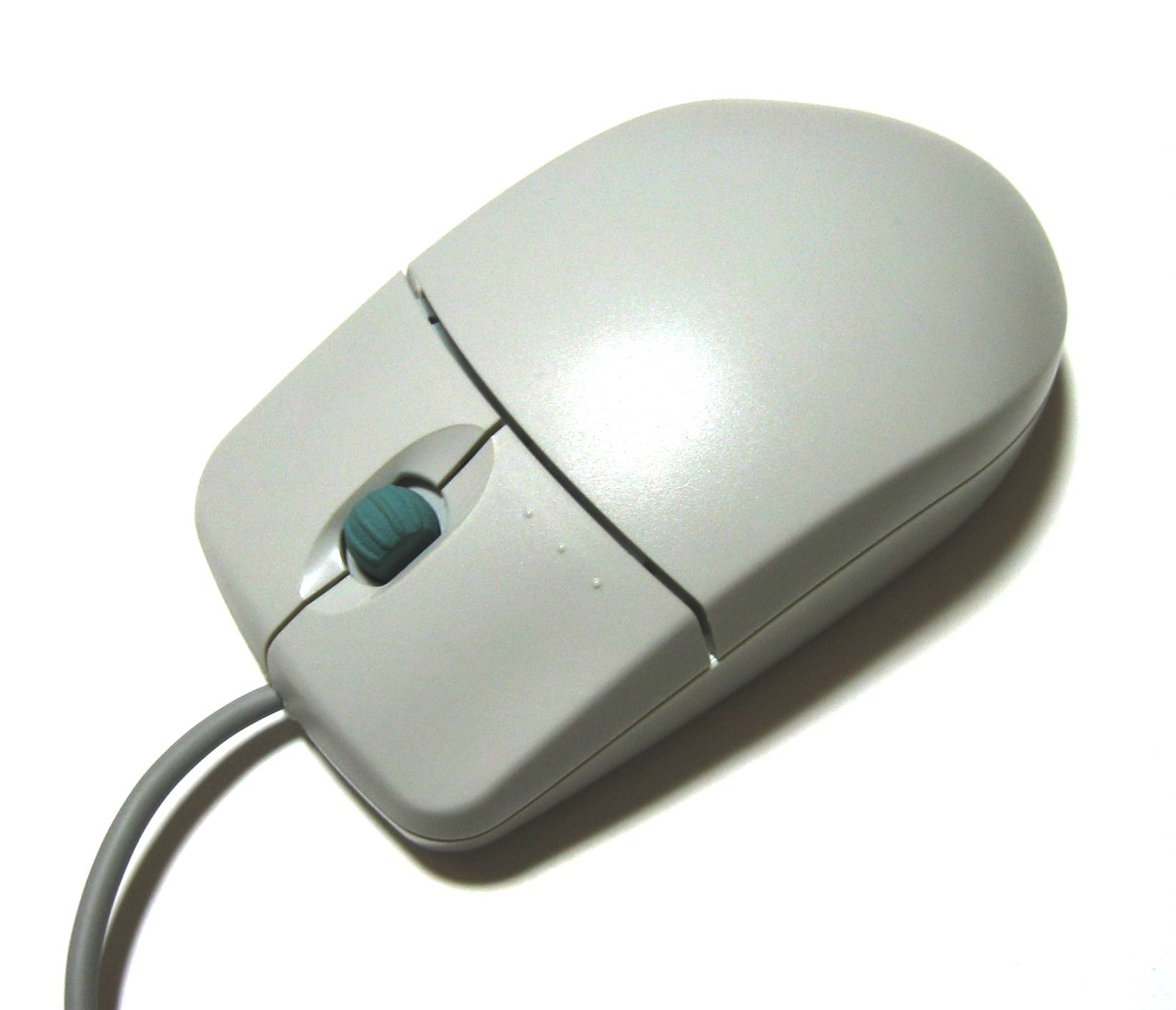
Une souris, dispositif de pointage courant pour ordinateur de bureau.

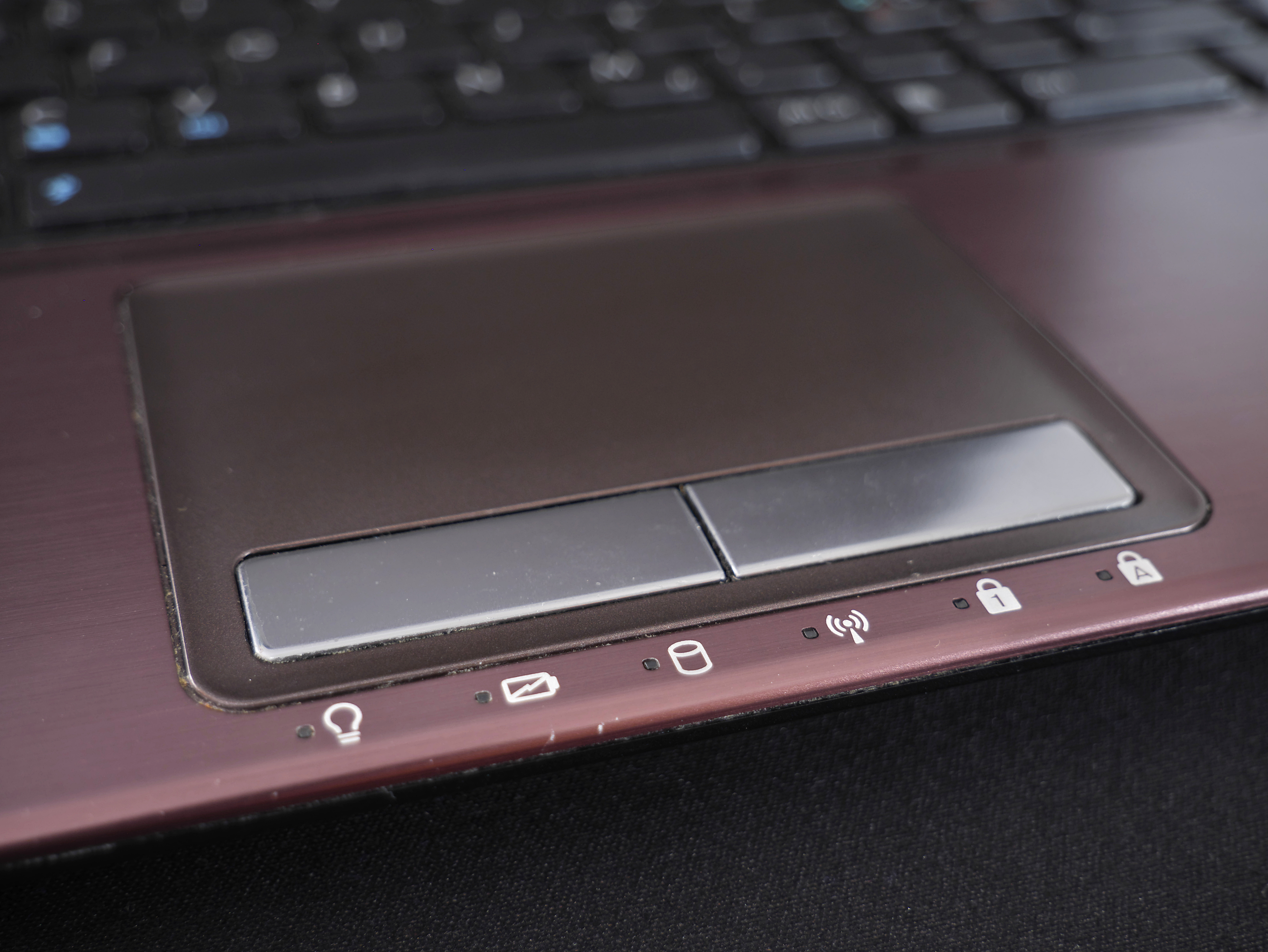
Un pavé tactile, dispositif de pointage courant d'ordinateur portable.

Un dispositif de pointage est un périphérique d'entrée permettant à un utilisateur d'entrer des données spatiales dans un ordinateur.

## Fonctions
Ces appareils, qui sont des périphériques d'entrée, sont généralement équipés de deux types d'éléments, permettant de remplir deux fonctions : 
- indiquer où l'on veut agir : gérer le déplacement du curseur sur les deux dimensions de l'écran de l'ordinateur :

une bille, une surface sensible ou une tige flexible ;
- indiquer comment l'on veut agir : un ou plusieurs boutons dont la pression signifie une action précise au logiciel :

sélection, activation, demande de choix d'actions possibles.

## Dispositifs de pointage courants

### Basés sur le mouvement
- la souris ;
- le trackball ;
- le trackpoint ;
- la souris 3d.

Bien que souvent réservés à un autre usage, plutôt ludique, d'autres périphériques sont parfois utilisés pour le pointage :

#### Contrôleurs de jeu
- le joystick ;
- la manette de jeu ;
- la télécommande Wii ;

### Basés sur la position
- l'écran tactile ;
- le pavé tactile ;
- la tablette graphique ;
- le crayon optique (rare).